# Raoul Bott
Raoul Bott, FRS (24 de septiembre de 1923-20 de diciembre de 2005) fue un matemático conocido por numerosas contribuciones fundamentales a la topología algebraica y la geometría diferencial.

## Biografía
Bott nació en Budapest, hijo de Margit Kovács y Rudolph Bott. Su padre era católico romano de ascendencia austriaca, mientras que su madre era judía de ascendencia húngara. Sus padres se separaron poco después de que él naciera y su madre lo crio como católico. Su madre se volvió a casar y Raoul vivió con su madre y su padrastro, que era un checo de habla alemana, en Eslovaquia.
Su familia emigró a Canadá en 1938, y posteriormente sirvió en el Ejército canadiense en Europa durante la Segunda Guerra Mundial.  
Murió en San Diego después de una batalla contra el cáncer de pulmón.

## Trayectoria
Más tarde pasó a la Universidad McGill en Montreal, donde estudió ingeniería eléctrica. En 1949 se doctoró en matemáticas por la Universidad Carnegie Mellon en Pittsburgh.  Allí coincidió con estudiantes de la talla de Hans F. Weinberger y de John Forbes Nash. Su tesis, titulada Teoría de Red Eléctrica, fue escrita bajo la dirección de Richard Duffin. Después, él comenzó a enseñar en la Universidad de Míchigan en Ann Arbor. Bott continuó sus estudios en el Instituto de Estudios Avanzados de Princeton. Fue profesor en la Universidad de Harvard desde 1959 hasta 1999. En 2005, fue elegido como miembro de ultramar de la Royal Society de Londres.  
Inicialmente trabajó en la teoría de circuitos eléctricos (teorema Bott-Duffin de 1949), luego pasa a las matemáticas puras. 
Estudió la teoría de homotopía de grupos de Lie, utilizando métodos de la teoría de Morse, lo que el teorema de periodicidad Bott (1956). En el curso de este trabajo, presenta las funciones Morse-Bott, una importante generalización de las funciones de Morse.
Se sabe también en relación con el teorema Borel-Bott-Weil de representación en la Teoría de haces, y para el trabajo en Foliación. 
Bott ha dirigido 35 tesis doctorales. Entre sus alumnos de doctorado destacan Stephen Smale, que obtuvo la Medalla Fields en 1966; Daniel Quillen, también Medalla Fields en 1978; y Robert MacPherson, que fue Premio de la Academia Nacional de las Ciencias en Matemáticas en 1992. Otros que también cabe mencionar son Edward Curtis, Lawrence Conlon, Richard Holzsager, Peter Landweber, Robert W. Brooks, Robin Forman, Rama Kocherlakota, Susan Tolman, András Szenes, Kevin Corlette, and Eric Weinstein.

## Premios y reconocimientos
A lo largo de su carrera, Bott ha recibido un gran número de premios. Entre los más notables cabe mencionar los siguientes: Beca Sloan (1956-60), Premio Oswald Veblen en Geometría de la Sociedad Americana de Matemáticas (1964), Beca Guggenheim (1976), Medalla Nacional de Ciencias (1987), Premio Steele a la Trayectoria Profesional de la Sociedad Matemática Americana (1990) y el premio Wolf en Matemáticas (2000).

## Publicaciones
- 1995: Collected Papers. Vol. 4. Mathematics Related to Physics. Edited by Robert MacPherson. Contemporary Mathematicians. Birkhäuser Boston, xx+485 pp. ISBN 0-8176-3648-X MR 1321890
- 1995: Collected Papers. Vol. 3. Foliations. Edited by Robert D. MacPherson. Contemporary Mathematicians. Birkhäuser, xxxii+610 pp. ISBN 0-8176-3647-1 MR 1321886
- 1994: Collected Papers. Vol. 2. Differential Operators. Edited by Robert D. MacPherson. Contemporary Mathematicians. Birkhäuser, xxxiv+802 pp. ISBN 0-8176-3646-3 MR 1290361
- 1994: Collected Papers. Vol. 1. Topology and Lie Groups. Edited by Robert D. MacPherson. Contemporary Mathematicians. Birkhäuser, xii+584 pp. ISBN 0-8176-3613-7 MR 1280032
- 1982: (with Loring W. Tu) Differential Forms in Algebraic Topology. Graduate Texts in Mathematics #82. Springer-Verlag, New York-Berlin. xiv+331 pp. ISBN 0-387-90613-4 MR 0658304[6]
- 1969: Lectures on K(X). Mathematics Lecture Note Series W. A. Benjamin, New York-Amsterdam  x+203 pp.MR 0258020